# 徐小可
徐小可（1982年9月5日—），原藝名徐可，後更為徐小可，出生名為許夢蝶，本名許毓娟，後更為許暐翎。台湾女藝人，畢業於台湾藝術大學戲劇學系，入行前曾擔任平面模特。主要作品有《怎麼浪漫都可以》、《微笑Pasta》等。其父許立坤曾是名武術指導，現為導演。

## 演出作品

### 電視劇
| 年份 | 首播頻道 | 劇名                  | 飾演           |
|      | 三立台灣 | 戲說台灣─糊靈厝的故事 | 蔡秀文         |
|      | 三立台灣 | 戲說台灣─斷掌女       | 阿芬           |
|      | 三立台灣 | 戲說台灣─五呎仙童     | 玉女           |
| 2002 | 華視     | 聖夏零度C             | 小可           |
| 2003 | 東森綜合 | 老婆大人              | 小華           |
| 2004 | 華視     | 華視快樂有go站        | 客串           |
| 2005 | TVBS-G   | 8星報喜               | 小儀           |
| 2006 | 台視     | 微笑pasta             | 亮亮           |
| 2007 | 台視     | 神機妙算劉伯溫        | 李心蘭         |
| 2007 | 民視     | 濟公                  | 林慧茹、花仙子 |
| 2007 | 公視     | 我的這一班            | 徐子晴         |
| 2009 | 大愛     | 芳草碧連天            | 阮定珠         |
| 2010 | 大愛     | 一閃一閃亮晶晶        | 黃雅蘋         |
| 2020 | 東森戲劇 | 姊妹們追吧            | 建東姊         |
| 2023 | 東森戲劇 | 生命捕手              | 江母           |

### 電影
| 年份   | 類型              | 片名           | 飾演 |
| 2002年 | 上映電影          | 怎麼浪漫都可以 | 小可 |
| 2020年 | 電視電影─緯來電影 | 你好！歡迎光臨 |      |
| 2021年 | 上映電影          | 影子背後       |      |

### 音樂錄影帶
- 金门王与李炳辉「爱情进行曲」。

## 廣告
- 2003年 光泉牧場「光泉异国茶」CF。
- 2004年 爱之味「爱之味葡萄籽」CF。

## 主持作品
| 年分   | 頻道       | 節目               | 備註                       |
| ------ | ---------- | ------------------ | -------------------------- |
| 2003年 | 華視       | 《周六大勝利》     | 助理主持人                 |
| 2003年 | 台視       | 《綜藝最愛憲》     | 客串演出                   |
| 2004年 | 中天綜合台 | 《哇哈哈特笑公司》 | 助理主持人                 |
|        | 華視       | 《綜藝大乃霸》     | 主持人，與徐乃麟、小喬主持 |

## 節目通告
- 歡樂智多星（衛視中文台）
- 一袋女王（衛視中文台）
- 冠軍任務（衛視中文台）
- 綜藝大熱門（三立都會台）
- 綜藝玩很大（中國電視公司、三立都會台）
- 小明星大跟班（中天綜合台、中天娛樂台）
- 飢餓遊戲（中國電視公司）
- 麻辣天后傳（中天綜合台）
- 天天樂財神（中天娛樂台）
- 碰碰發財星（中天娛樂台）
- 真的？假的（中天娛樂台）
- 綜藝大集合（民視）
- 天黑請閉眼（緯來綜合台）
- 天才衝衝衝（華視）
- 11點熱吵店（TVBS歡樂台）
- 型男大主廚（三立都會台）

## 外部連結
- 許暐翎的Facebook專頁
- 白吉勝&徐小可 Love 白宮這一家的Facebook專頁
- 徐小可的微博的新浪微博
- 徐小可的Instagram帳戶